# Inmigración de la Polinesia Francesa en los Estados Unidos
Los estadounidenses franco-polinesios son estadounidenses con ascendencia francopolinesia (de la Polinesia Francesa). Se desconoce el número de estadounidenses polinesios franceses. Según el censo estadounidense de 2010, había 5,062 personas cuyos orígenes se encuentran en Tahití, pero no se mencionaron otros orígenes de la Polinesia Francesa. Mientras que otras 9,153 personas afirmaron ser de origen franco-polinesio, pero no indicaron una etnia específica. 
Entre las décadas de 1800 y 1860, algunos marineros de las islas del Pacífico llegaron a los Estados Unidos. Algunos de ellos eran tahitianos, que se establecieron en Massachusetts y más tarde en California. En 1889 se fundó la primera colonia mormona polinesia en Utah y estaba formada por tahitianos, nativos hawaianos, samoanos y maoríes. Durante el siglo XX, el número anual de franco-polinesios que se trasladaron a Estados Unidos fue pequeño pero con cierto crecimiento entre los años 50 y 70. Así, mientras que en 1954 solo llegaron 3 franco-polinesios a los Estados Unidos, en 1956 se registró la entrada de 14 inmigrantes de la Polinesia Francesa y en 1965 fueron admitidas otras 49 personas del mismo origen.
Sin embargo, desde la década de 1970 el número de franco-polinesios admitidos cada año fue más variado: así, en 1975, el número de ingresos se redujo en comparación con años anteriores, porque solo se admitieron 47 personas de este origen. También en 1984 fueron admitidos 59 franco-polinesios, número que se redujo a 19 personas del mismo origen en 1986. Por su parte, en 1991 se registró que 31 franco-polinesios emigraron a Estados Unidos con personería jurídica en este año y, en 1997, otros 21 franco-polinesios obtuvieron la admisión para vivir en los Estados Unidos.

## Cultura y Demografía
Los francopolinesios celebran la celebración de la Polinesia Francesa del Día de la Bastilla el 14 de julio. Esta fecha se conoce como el día de la Independencia de Francia en los países de habla francesa. La mitad de los tahitianos residen en el estado de Hawái. Entre la población de Hawái, el es 0,2% tahitiana.

## Gente notable
- Vaitiare Bandera, actriz
- Frank Grouard, scout e intérprete en las Guerras Indígenas Americanas
- Conrad Hall, director de fotografía
- Cole Hikutini, jugador de fútbol americano